# 테드 비자드
에드워드 '테드' 비자드(Edward 'Ted' Vizard, 1889년 6월 7일 ~ 1973년 12월 25일)은 웨일스의 축구 선수다. 1923년 잉글랜드 FA컵 결승전에 출전하는 등, 선수 시절의 거의 모든 기간을 볼턴 원더러스 FC에서 활약했다. 은퇴 후에는 울버햄프턴 원더러스 등에서 감독으로 활동했다.